# Pastores dabo vobis
Pastores dabo vobis – posynodalna adhortacja papieża Jana Pawła II z 1992 dotycząca formacji kapłańskiej w Kościele katolickim.
Papież podpisał dokument 25 marca 1992, w Uroczystość Zwiastowania Pańskiego, w czternastym roku swego pontyfikatu. Jest owocem prac synodu, który odbył się w Rzymie pomiędzy 30 września a 28 października 1990, w którym uczestniczyło 238 ojców synodalnych. Tematem synodu była Formacja kapłanów w czasach współczesnych. Synod analizował formację kapłańską z punktu widzenia teologii pastoralnej, zajął się osobowością kapłańską, zarówno diecezjalną jak i zakonną, w okresie formacji początkowej jak i po święceniach.
W dokumencie Jan Paweł II przypomniał o odpowiedzialności całego Kościoła za powołania. Papież podkreślił znaczenie wymiaru duchowo-religijnego, który powinien bazować na solidnych fundamentach naturalnych osobowości kapłańskiej. Wraz z modlitwą powinno iść w parze studium Magisterium Kościoła. Jednym z dokładniej omówionych tematów jest seminarium duchowne - kuźnia prawidłowej formacji kapłańskiej.
Dokument papieski składa się z wprowadzenia, sześciu rozdziałów i zakończenia. Pełny tytuł dokumentu:

Adhortacja Apostolska - Pastores dabo vobis - do biskupów, do duchowieństwa i wiernych o formacji kapłanów we współczesnym świecie

## Główne tematy
- Formacja kapłańska wobec wyzwań schyłku drugiego tysiąclecia
- Natura i misja kapłaństwa
- Życie duchowe kapłana
- Powołanie kapłańskie w duszpasterstwie Kościoła
- Formacja kandydatów do kapłaństwa
- Formacja kapłańska w okresie po święceniach